# Liste der Kulturgüter in Boudry
Die Liste der Kulturgüter in Boudry enthält alle Objekte in der Gemeinde Boudry im Kanton Neuenburg, die gemäss der Haager Konvention zum Schutz von Kulturgut bei bewaffneten Konflikten, dem Bundesgesetz vom 20. Juni 2014 über den Schutz der Kulturgüter bei bewaffneten Konflikten sowie der Verordnung vom 29. Oktober 2014 über den Schutz der Kulturgüter bei bewaffneten Konflikten unter Schutz stehen.
Objekte der Kategorien A und B sind vollständig in der Liste enthalten, Objekte der Kategorie C fehlen zurzeit (Stand: 1. Januar 2023).

## Kulturgüter
| Foto |                                                                                 | Objekt | Kat. | Typ | Standort                                   | Beschreibung |
| ---- | ------------------------------------------------------------------------------- | --- | ---- | --- | ------------------------------------------ | ------------ |
| ja   | Datei hochladen · Wikidata zu Baume du Four (Q811536)                           | La Baume du Four, neolithisch-eisenzeitlicher Abri / La Baume du Four, abri néolithique-âge du fer KGS-Nr.: 03939 | A    | G   | 552351 / 201326                            |              |
| ja   | Datei hochladen · Wikidata zu Schloss Boudry (Q29785878)                        | Schloss Boudry / Château de Boudry KGS-Nr.: 03938                                                                 | B    | G   | Ruelle du Château 1 553986 / 199995        |              |
| ja   | Datei hochladen · Wikidata zu Porte des Vermondins (Q29785882)                  | Porte des Vermondins KGS-Nr.: 03940                                                                               | B    | G   | Rue des Vermondins 553975 / 199961         |              |
| ja   | Datei hochladen · Wikidata zu Reformierte Kirche (Q29785884)                    | Reformierte Kirche / Temple KGS-Nr.: 03941                                                                        | B    | G   | Rue Louis-Favre 33 554116 / 199903         |              |
| ja   | Datei hochladen · Wikidata zu Tour Marfaux (Q29785887)                          | Tour Marfaux KGS-Nr.: 03942                                                                                       | B    | G   | Rue Louis-Favre 52.3 554074 / 199968       |              |
| ja   | Datei hochladen · Wikidata zu Areuse-Museum (Gebäude) (Q131416753)              | Areuse-Museum (Gebäude) / Musée de l’Areuse (édifice) KGS-Nr.: 05518                                              | B    | G   | Avenue du Collège 18 554394 / 200017       |              |
| ja   | Datei hochladen · Wikidata zu Gerechtigkeitsbrunnen (Q131675760)                | Gerechtigkeitsbrunnen / Fontaine de la Justice KGS-Nr.: 05621                                                     | B    | K   | Rue Louis-Favre 554117 / 199920            |              |
| BW   | Datei hochladen · Wikidata zu Weinbau- und Weinmuseum im Schloss (Q27479867)    | Weinbau- und Weinmuseum im Schloss / Musée de la vigne et du vin au Château KGS-Nr.: 08748                        | B    | S   | Ruelle du Château 1 553985 / 199996        |              |
| BW   | Datei hochladen · Wikidata zu Areuse-Museum (Sammlung) (Q19951178)              | Areuse-Museum (Sammlung) / Musée de l’Areuse (collection) KGS-Nr.: 10665                                          | B    | S   | Avenue du Collège 18 554394 / 200017       |              |
| BW   | Datei hochladen · Wikidata zu Ehemalige Indiennefabrik und Trockner (Q29785876) | Ehemalige Indiennefabrik und Trockner / Ancienne Indiennerie et séchoir KGS-Nr.: 11863                            | B    | G   | Grandchamp 4, 6 555837 / 200287            |              |
| ja   | Datei hochladen · Wikidata zu Tour de Pierre (Q29785886)                        | Tour de Pierre KGS-Nr.: 11864                                                                                     | B    | G   | Chemin des Prisettes 14.1 554373 / 200469  |              |
| ja   | Datei hochladen · Wikidata zu Hôtel de la Truite und Festsaal (Q29785880)       | Hôtel de la Truite et salle des fêtes KGS-Nr.: 11865                                                              | B    | G   | Route de Champ-du-Moulin 1 549128 / 200913 |              |
| ja   | Datei hochladen · Wikidata zu Gemeindearchiv Boudry (Q131677594)                | Gemeindearchiv / Archives communales KGS-Nr.: 17489                                                               | B    | S   | Rue Louis-Favre 37 554099 / 199915         |              |